# Криси Амфлът
Кристин Джой Амфлът – Криси (на английски: Christine Joy Amphlett – Chrissy; р. 25 октомври 1959 г., п. 21 април 2013 г.) е австралийска певица, фронтдама на групата „Дивайнълс“.
Кристин израства в Джилонг, Австралия. Като тийнейджърка напуска родното място и пътува в европейски държави – Великобритания, Франция, Италия, Испания. Арестувана е в Испания и изкарва 3 месеца в ареста заради това, че пее на улицата.
Омъжва се за афроамериканския барабанист Чарли Дрейтън през 1999 г. Няма деца.
Умира в Ню Йорк от множествена склероза и рак на гърдата на 21 април 2013 г.

## Дискография на „Дивайнълс“
- Monkey Grip EP (1982)
- Desperate (1982)
- What a Life (1985)
- Temperamental (1988)
- diVINYLS (1990)
- Underworld (1996)
- Make You Happy компилация (1997)
- Don't Wanna Do This сингъл (2007)
- Summer Song сингъл (2011, като The Tulips)